# Pedro Almodóvar
Pour les articles homonymes, voir Almodóvar.
Pedro Almodóvar (prononcé en espagnol : [ˈpeðɾo almoˈðoβaɾ]), parfois simplement appelé Almodóvar, né le 25 septembre 1949 à Calzada de Calatrava (province de Ciudad Real), est un réalisateur, scénariste et producteur espagnol.
Il connaît le succès pendant le mouvement culturel de la Movida qui suit la fin de l'Espagne franquiste et devient rapidement l'un des réalisateurs espagnols les plus connus.

## Jeunesse
Pedro Almodóvar Caballero (prononcé en espagnol : [ˈpeðɾo almoˈðoβaɾ kaβaˈʝeɾo]) naît le 25 septembre 1949 à Calzada de Calatrava, dans la province de Ciudad Real, dans la communauté autonome de Castille-La Manche, en Espagne. Son père, Antonio Almodóvar, est viticulteur, et sa mère, Francisca Caballero, est liseuse et traductrice pour analphabètes,. Il a deux sœurs aînées, Antonia et María Jesús, et un frère cadet, Agustín,.
À l'âge de huit ans, Pedro Almodóvar est envoyé dans un internat catholique à Cáceres, en Estrémadure, dans l'espoir qu'il devienne prêtre. Sa famille finit par le rejoindre à Cáceres ; son père ouvre une station-service et sa mère ouvre une cave à vin où elle vend son propre vin,. Pedro Almodóvar découvre le cinéma et particulièrement le travail de Luis Buñuel, qui l'influencera,.

« Le cinéma est devenu ma véritable éducation, bien plus que celle que je recevais du prêtre. »

En 1967, à dix-huit ans, contre la volonté de ses parents, Pedro Almodóvar s'installe à Madrid dans le but de devenir réalisateur. Il devient très vite autodidacte, incapable de s'inscrire à l'École Nationale de Cinéma de Madrid, tout juste fermée par Francisco Franco. Il survit grâce à de nombreux petits boulots, comme vendeur de rue dans le Rastro, le marché aux puces de Madrid, et assistant administratif dans la compagnie de téléphone espagnole Telefónica, où il travaille durant douze ans jusqu'à trois heures de l'après-midi, occupant le reste de ses journées à poursuivre ses rêves de cinéaste,.

## Débuts
Au début des années 1970, Pedro Almodóvar s'intéresse au théâtre et au cinéma expérimental et collabore avec la compagnie théâtrale indépendante Los Goliardos, où il joue et rencontre Félix Rotaeta et Carmen Maura. Il est un personnage important de la Movida et crée un groupe de musique glam rock avec Fabio McNamara.
Il écrit des articles pour de nombreux journaux et magazines comme El País, Diario 16 et La Luna, ainsi que des comic strips et des histoires dans des magazines contre-culturels comme Star, El Víbora ou Vibraciones. Il publie une nouvelle, Fuego en las entrañas (en français : « Feu dans les entrailles »), puis un recueil intitulé El sueño de la razón (« Le rêve de la raison »),.
À 22 ans, Pedro Almodóvar achète sa première caméra super 8 avec son premier salaire et réalise des courts-métrages diffusés dans les scènes nocturnes de Madrid et de Barcelone. Ses premiers courts-métrages ont des narratifs principalement sexuels sans son : en 1974, Dos putas, o, Historia de amor que termina en boda (en français : « Deux prostituées, ou, Histoire d'amour qui finit en mariage ») ; en 1975, La caída de Sodoma (« La chute de Sodome ») ; en 1976, Homenaje (« Hommage ») ; en 1977, La estrella (« L'étoile ») et Sexo va: sexe viene (« Le sexe va et vient »), son premier film en format 16 mm.

« Je les montrais dans des bars, pendant des soirées… Je ne pouvais pas ajouter de son car c'était très compliqué. La bobine était très fine et de mauvaise qualité. Je me souviens que je suis devenu très célèbre à Madrid car, comme les films étaient muets, je lançais de la musique avec une cassette et je faisais les voix des personnages, les chansons et les dialogues moi-même. »

Après quatre ans de création de courts-métrages, en 1978, Pedro Almodóvar réalise son premier long métrage amateur en super 8, Folle... folle... fólleme Tim!.

## Carrière cinématographique

### Années 1980

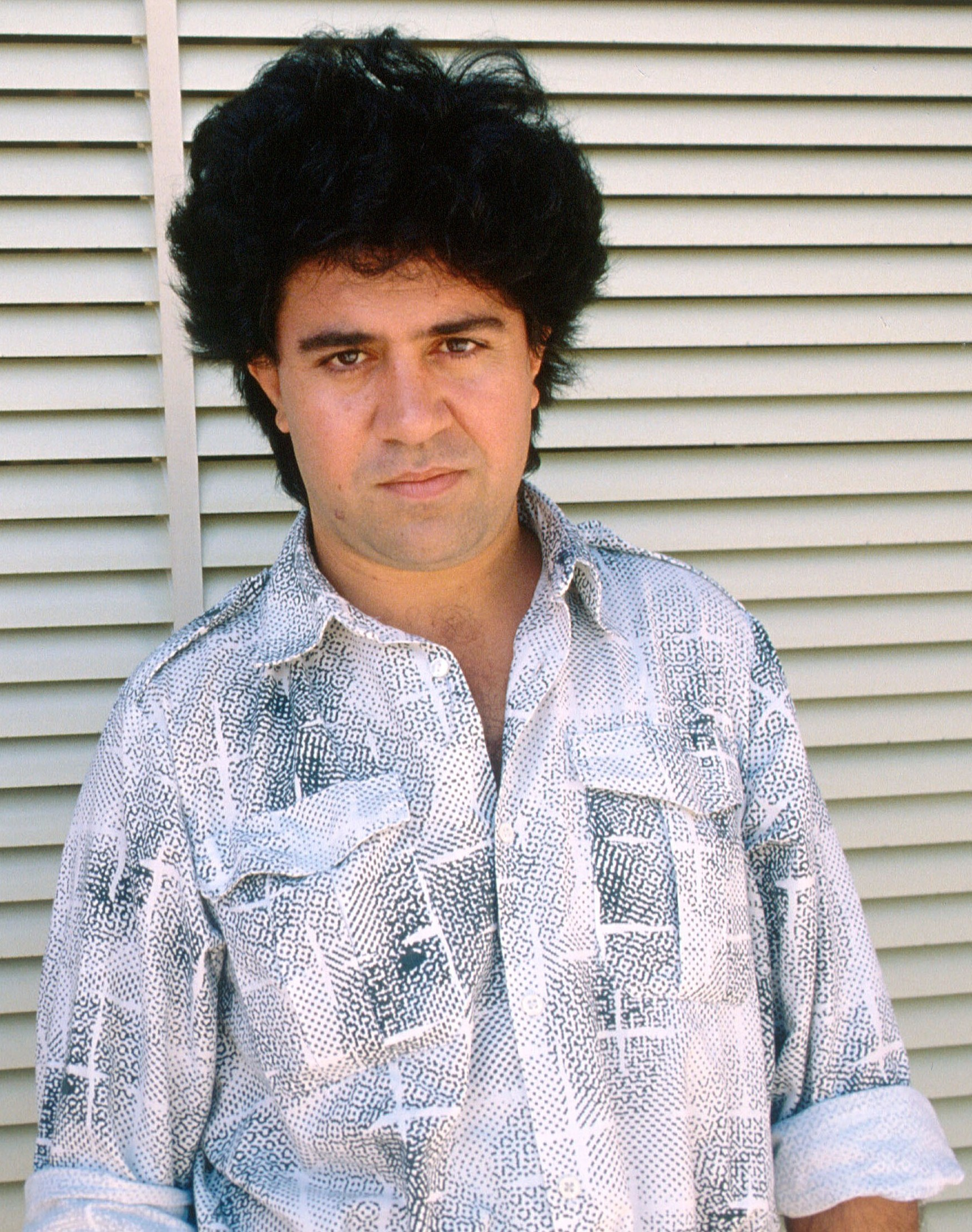
Pedro Almodóvar en 1988.

#### 1980:Pepi, Luci, Bom et autres filles du quartier
En 1980, Pedro Almodóvar réalise son premier long-métrage distribué Pepi, Luci, Bom et autres filles du quartier (en espagnol : Pepi, Luci, Bom y otras chicas del montón) avec un budget de seulement 400 000 pesetas. Tourné en format 16 mm puis retravaillé en format 35 mm, le film reçoit des critiques relativement négatives mais également de nombreux admirateurs, qui comparent son travail kitsch et ouvertement sexuel à celui de John Waters,.

« Quand un film a un ou deux défauts, on dit qu'il est imparfait, mais quand il y a une profusion de défauts techniques, on appelle ça du style. C'est ce que je disais en me moquant pendant que je promouvais le film, mais je crois que c'est plus vrai que je ne le croyais. »

#### 1982:Le Labyrinthe des passions
Le Labyrinthe des passions (en espagnol : Laberinto de pasiones), distribué en 1982, est globalement mieux reçu que Pepi, Luci, Bom et autres filles du quartier et marque le début de l'importante collaboration entre Pedro Almodóvar et Antonio Banderas.

« J'aime le film même s'il aurait pu être mieux réalisé. Le défaut principal est que l'histoire des deux personnages principaux est bien moins intéressante que les histoires de tous les personnages secondaires. Mais parce qu'il y en a autant, j'aime beaucoup de choses dans ce film. »

#### 1983:Dans les ténèbres
Dans les ténèbres (en espagnol : Entre tinieblas), distribué en 1983, marque le début de la collaboration entre Pedro Almodóvar et Julieta Serrano, Marisa Paredes et Chus Lampreave et solidifie la réputation du réalisateur comme « enfant terrible » du cinéma espagnol avec le début de l'utilisation de la comédie mélodramatique et de la musique populaire pour exprimer l'émotion,.

#### 1984:Qu'est-ce que j'ai fait pour mériter ça?
Le quatrième film de Pedro Almodóvar, Qu'est-ce que j'ai fait pour mériter ça ? (en espagnol : ¿Qué he hecho yo para merecer esto?), distribué en 1984, est un hommage au néoréalisme italien et fait écho à Deux ou trois choses que je sais d'elle de Jean-Luc Godard, Coup de gigot de Roald Dahl et A Day's Work de Truman Capote.

#### 1986:Matador
En 1986, Pedro Almodóvar travaille avec le producteur Andrés Vicente Gómez et l'écrivain Jesús Ferrero pour créer Matador, un film plus sombre que sa précédente filmographie. À sa sortie, le film lève quelques controverses quant à son sujet et à la violence utilisée.

« La morale de mes films est d'arriver à une liberté plus grande. (…) J'ai ma propre moralité, et mes films aussi. Si vous voyez Matador à travers la perspective morale traditionnelle, c'est un film dangereux car c'est juste une célébration du meurtre. Matador est une légende. Je n'essaie pas d'être réaliste ; c'est très abstrait, on ne s'identifie pas aux choses qui adviennent, mais à la sensibilité romantique. »

#### 1987:La Loi du désir
La Loi du désir (en espagnol : La ley del deseo), distribué en 1987, est le premier film de Pedro Almodóvar à être distribué grâce à la compagnie de production El Deseo, créée par le réalisateur et son frère Agustín l'année précédente. Il marque le début de la collaboration entre Pedro Almodóvar et Rossy de Palma. Le film est présenté à la Berlinale 1987 où il gagne le premier Teddy Award.

« C'est le film-clef de ma vie et de ma carrière. Il montre ma vision du désir, quelque chose de très dur et de très humain. Je veux dire par là la nécessité absolue d'être désiré et le fait qu'il soit rare que deux désirs se rencontrent et correspondent. »

#### 1988:Femmes au bord de la crise de nerfs
Femmes au bord de la crise de nerfs (en espagnol : Mujeres al borde de un ataque de nervios), distribué en 1988, marque le premier succès critique et commercial de Pedro Almodóvar après sa présentation à la Mostra de Venise 1988. Il génère un box-office de plus de 7 millions de dollars aux États-Unis.
Il remporte le prix du meilleur scénario de la Mostra de Venise ; Meilleur film, Meilleur scénario original, Meilleur montage, Meilleure actrice pour Carmen Maura et Meilleure actrice dans un second rôle pour María Barranco aux Prix Goya ; Meilleure actrice pour Carmen Maura et Discovery of the Year aux Prix du cinéma européen, et est nommé au Meilleur film étranger aux BAFTA, aux Golden Globes et aux Oscars du cinéma.

### Années 1990

#### 1990:Attache-moi!
Attache-moi ! (en espagnol : ¡Átame!), distribué en 1990, marque la fin de la collaboration principale entre Pedro Almodóvar et Carmen Maura et le début de sa collaboration avec Victoria Abril, avec un scénario similaire à L'Obsédé de William Wyler et à l'image de la Belle et la Bête. À sa sortie, le film est classé X par la Motion Picture Association of America, avant d'être remplacé en septembre par un classement NC-17 pour le différencier des films pornographiques.

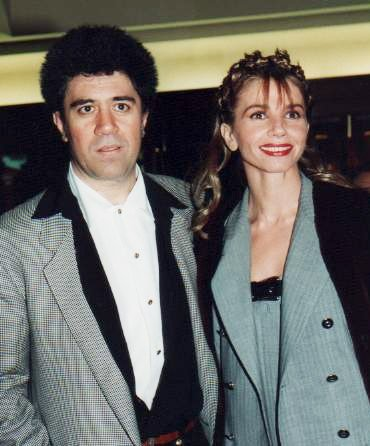
Pedro Almodóvar et Victoria Abril, actrice principale de Talons aiguilles, aux César du cinéma de 1993.

#### 1991:Talons aiguilles
Talons aiguilles (en espagnol : Tacones lejanos), distribué en 1991, s'inspire des mélodrames hollywoodiens interrogeant la relation mère-fille comme Stella Dallas, Le Roman de Mildred Pierce, Mirage de la vie et Sonate d'automne, cité dans le film,. Bien qu'il ait été un succès commercial en Espagne, le film reçoit des critiques mitigées. Il gagne le César du meilleur film étranger et est nommé au Golden Globe du Meilleur film en langue étrangère,.

#### 1993:Kika
Kika, distribué en 1993, est une critique des médias de masse et de leur sensationnalisme. Le film reçoit des critiques négatives à l'international et Pedro Almodóvar le reconnaîtra plus tard comme l'un de ses films les plus faibles.

#### 1995:La Fleur de mon secret
La Fleur de mon secret (en espagnol : La flor de mi secreto), distribué en 1995, marque le début de la collaboration entre le réalisateur et le compositeur Alberto Iglesias et le directeur de la photographie Affonso Beato. Le film reçoit des critiques mitigées malgré ses sept nominations aux Prix Goya de 1996,.

#### 1997:En chair et en os
En chair et en os (en espagnol : Carne trémula), distribué en 1997, marque le début de la collaboration entre Pedro Almodóvar et Penélope Cruz. Le film est présenté en avant-première au Festival du film de New York 1997 et reçoit des critiques relativement positives, et le réalisateur gagne sa deuxième nomination dans la catégorie Meilleur film en langue étrangère aux BAFTA.

#### 1999:Tout sur ma mère
Tout sur ma mère (en espagnol : Todo sobre mi madre), distribué en 1999, revisite les thèmes, chers à Almodóvar, de la sororité et de la famille. Le film est en compétition pour la Palme d'or lors du Festival de Cannes 1999, où Almodóvar gagne le Prix de la mise en scène et le Prix du jury œcuménique. Il est un succès critique et commercial et devient le film espagnol avec le plus de distinctions et d'honneurs, dont le premier Oscar du réalisateur pour Meilleur film international,.

« À Bette Davis, Gena Rowlands, Romy Schneider… À tous les actrices qui ont joué des actrices, à toutes les femmes qui jouent, à tous les hommes qui jouent et deviennent des femmes, et à toutes les personnes qui souhaitent être mères. À ma mère. »

### Années 2000

#### 2002:Parle avec elle
Après une légère pause pour se concentrer sur sa compagnie de production, Pedro Almodóvar réalise Parle avec elle (en espagnol : Hable con ella), distribué en 2002 après une avant-première au Festival du film de Telluride. Il est acclamé unanimement par la critique, ce qui vaut à Almodóvar son deuxième Oscar, cette fois-ci pour Meilleur scénario original, ainsi qu'une nomination pour l'Oscar du meilleur réalisateur, mais également le César du meilleur film de l'Union européenne et le BAFTA et le Golden Globe du meilleur film en langue étrangère,,,. Il génère un box-office de plus de 51 millions de dollars à l'international.

#### 2004:La Mauvaise Éducation
La Mauvaise Éducation (en espagnol : La mala educación), distribué en 2004, utilise le genre du film noir pour traiter des sujets comme l'abus sexuel sur mineur et l'identité de genre. Le réalisateur dit avoir travaillé sur le scénario du film pendant plus d'une dizaine d'années. Le protagoniste du film, joué par Gael García Bernal, est inspiré du personnage de Tom Ripley de Patricia Highsmith, comme présenté par René Clément dans Plein Soleil sous les traits d'Alain Delon.

« Il représente également un personnage type du film noir – la femme fatale, ce qui signifie qu'il représente le destin, dans le sens le plus tragique et le plus noir du mot, pour les personnages avec qui il entre en contact. »

Le film ouvre le Festival de Cannes 2004, devenant le premier film espagnol à ouvrir le festival, et génère un box-office international de plus de 40 millions de dollars malgré son classement NC-17 aux États-Unis. Il reçoit une nomination au BAFTA du meilleur film en langue étrangère, ainsi que sept nominations au Prix du cinéma européen et quatre nominations aux Prix Goya,,.

#### 2006:Volver
Volver, distribué en 2006, est une œuvre presque autobiographique, où le réalisateur utilise des éléments de son enfance pour créer un scénario qui apparaît déjà dans un projet plus ancien du réalisateur, La Fleur de mon secret.

« Ce scénario parle de la mort. (…) Plus que de la mort elle-même, le scénario parle de la culture très riche qui entoure la mort dans la région de La Manche, dont je suis originaire, et de la façon (pas du tout tragique) dont les femmes de différentes générations gèrent cette culture. »

Le film reçoit des critiques très positives lors de sa présentation au Festival de Cannes 2006, où Pedro Almodóvar gagne le Prix du scénario tandis que l'ensemble des actrices du film reçoit le Prix d'interprétation féminine. Penélope Cruz est nommée à l'Oscar de la meilleure actrice et devient la première actrice espagnole nommée pour ce titre. Le film génère un box-office international de plus de 87 millions de dollars et devient le film le plus rentable du réalisateur.

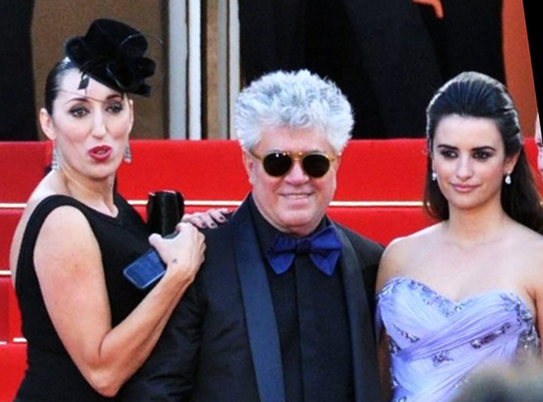
Pedro Almodóvar avec Rossy de Palma (à gauche) et Penélope Cruz (à droite) à l'avant-première de Étreintes brisées au Festival de Cannes 2009.

#### 2009:Étreintes brisées
Étreintes brisées (en espagnol : Los abrazos rotos), distribué en 2009, est très bien reçu après sa présentation lors de la compétition pour la Palme d'or au Festival de Cannes 2009 et génère un box-office de plus de 30 millions de dollars à l'international,. Le film reçoit des critiques très positives et est comparé à l'œuvre d'Alfred Hitchcock. Le film est nommé aux BAFTA et aux Golden Globes pour Meilleur film en langue étrangère,.
Pedro Almodóvar réalise en parallèle du film un court-métrage intitulé La Conseillère anthropophage, qui est une scène du faux film Filles et valises que l'on retrouve dans le long-métrage et qui parodie Femmes au bord de la crise de nerfs.

### Années 2010

#### 2011:La piel que habito
La piel que habito, distribué en 2011, est le premier saut du réalisateur dans le genre de l'horreur psychologique. Librement inspiré du roman Mygale de Thierry Jonquet, le film regorge de références cinématographiques, comme Les Yeux sans visage de Georges Franju, Sueurs froides d'Alfred Hitchcock, ou les œuvres de David Cronenberg, Dario Argento, Mario Bava, Umberto Lenzi, Lucio Fulci, Fritz Lang et F. W. Murnau,. Après une avant-première au Festival de Cannes 2011, le film génère un box-office international de 30 millions de dollars et est nommé au Golden Globe et au BAFTA du meilleur film en langue étrangère, remportant ce dernier,,.

#### 2013:Les Amants passagers
Après une longue période de longs-métrages dramatiques et à caractère sérieux, Pedro Almodóvar réalise en 2013 Les Amants passagers (en espagnol : Los amantes pasajeros), une comédie se déroulant entièrement dans un avion en vol et revient à l'humour kitsch de ses premières œuvres,. Malgré des critiques mitigées, le film réalise un bon box-office international.

#### 2016:Julieta
Pour son vingtième long-métrage, dix ans après Volver, Pedro Almodóvar revient à son « cinéma de femmes » et réalise Julieta, d'abord intitulé Silencio, distribué en 2016,,. Le film est présenté au Festival de Cannes 2016 et devient le cinquième film du réalisateur à concourir pour la Palme d'or.

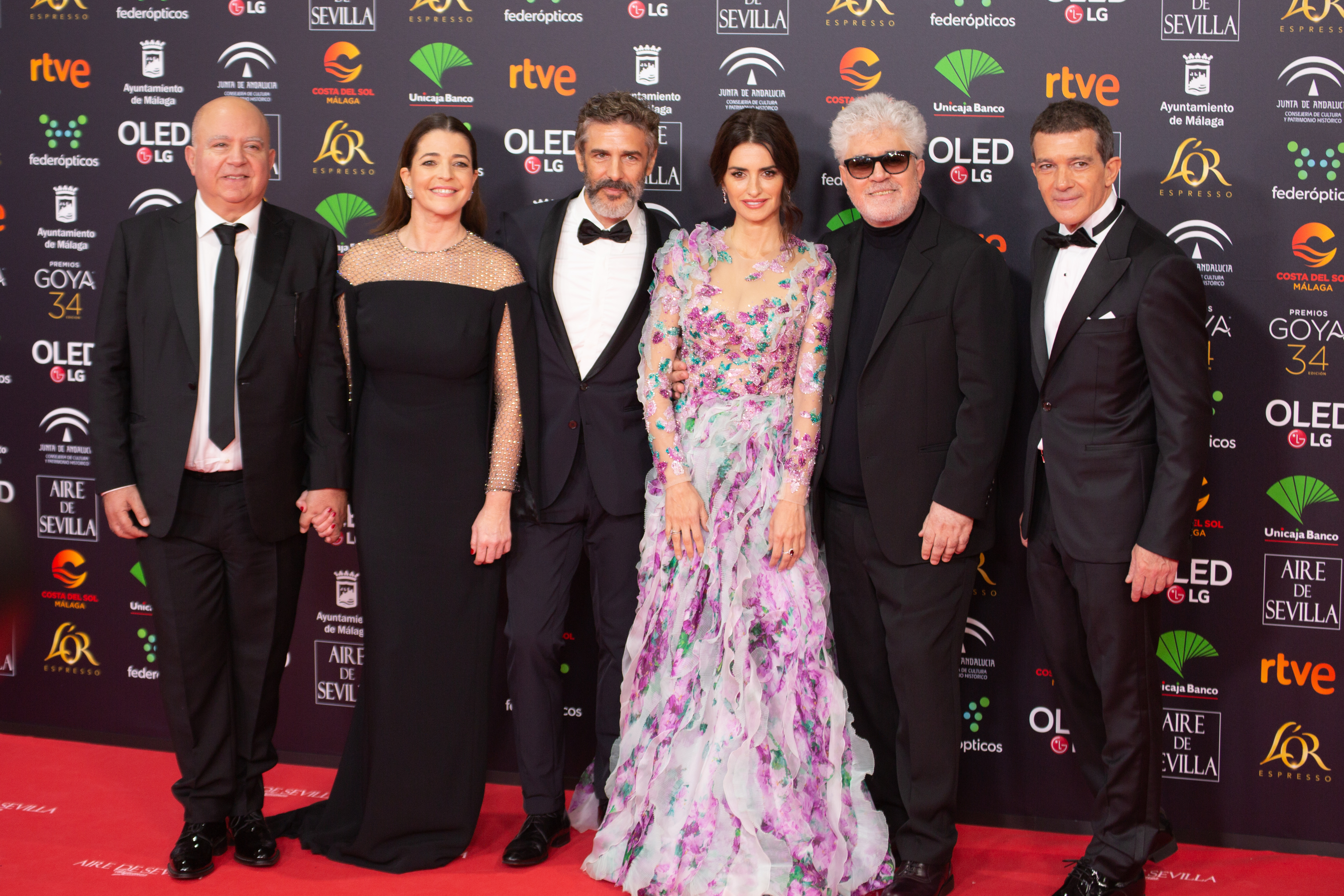
Pedro Almodóvar et l'équipe de Douleur et Gloire aux Goyas 2020.

#### 2019:Douleur et Gloire
Douleur et Gloire (en espagnol : Dolor y gloria), distribué en 2019, est décrit par le réalisateur comme un film « semi-autobiographique ». Le film est présenté au Festival de Cannes 2019 en compétition pour la Palme d'or et est nommé à l'Oscar du meilleur film international,.

### Années 2020

#### 2020:La Voix humaine
La Voix humaine, distribué en 2020, est un court-métrage inspiré de la pièce de théâtre éponyme de Jean Cocteau et est le premier projet du réalisateur en langue anglaise, avec Tilda Swinton dans le seul rôle du film. Il est montré en avant-première à la Mostra de Venise 2020.

#### 2021:Madres paralelas
En juillet 2020, Agustín Almodóvar annonce que son frère a terminé le scénario de son prochain long-métrage pendant le confinement lié à la pandémie de Covid-19. Madres paralelas, distribué en 2021, ouvre la Mostra de Venise 2021, où Penélope Cruz gagne la Coupe Volpi de la meilleure interprétation féminine,. David Rooney de The Hollywood Reporter écrit à propos du film :

« Le film est un testament au don de l'un des réalisateurs les plus appréciés du monde – qui entre en force dans sa cinquième décennie de carrière – qui est de constamment régaler notre regard sans perdre l'investissement pour la vie émotionnelles de ses personnages qu'il adore clairement. »

#### 2023:Strange Way of Life
En juin 2022, Strange Way of Life, un court-métrage western d'une demi-heure et deuxième production anglophone du réalisateur après La Voix humaine, est annoncé avec Ethan Hawke et Pedro Pascal dans les rôles principaux. Pathé déclare avoir acquis les droits afin de distribuer en France le court-métrage pour le 16 août 2023. Le film est présenté au Festival de Cannes 2023 et reçoit des critiques positives.

#### 2024:La Chambre d'à côté
En 2024, Pedro Almodóvar annonce la réalisation son premier film intégralement en langue anglaise, avec Tilda Swinton et Julianne Moore dans les rôles principaux. Le film, qui est une adaptation du livre Quel est donc ton tourment ? (What Are You Going Through) de Sigrid Nunez, paru en 2020, évoque notamment la question du suicide assisté.
Le film est présenté en avant-première à la Mostra de Venise, où il reçoit des critiques très positives, ainsi qu'une standing ovation de 17 minutes, et remporte le Lion d'or, la plus haute distinction du festival. Pedro Almodóvar devient alors le deuxième réalisateur espagnol à remporter le prix après Luis Buñuel avec Belle de jour, mais le premier à le remporter pour un film espagnol (Belle de jour étant un film français). Pathé acquiert les droits du film en France.
En 2025, il reçoit pour ce film le prix du meilleur réalisateur lors de la 12e cérémonie des prix Feroz qui se déroule au Parc des Expositions de Pontevedra, en Galice, le 25 janvier.

### Projets annulés

#### A Manual for Cleaning Women
En janvier 2022, A Manual for Cleaning Women, une adaptation du recueil de nouvelles éponyme de Lucia Berlin, un long-métrage du réalisateur en langue anglaise, avec Cate Blanchett dans le rôle principal est prévu puis finalement abandonné car trop ambitieux pour le réalisateur.

## Esthétique

### L'amour du cinéma

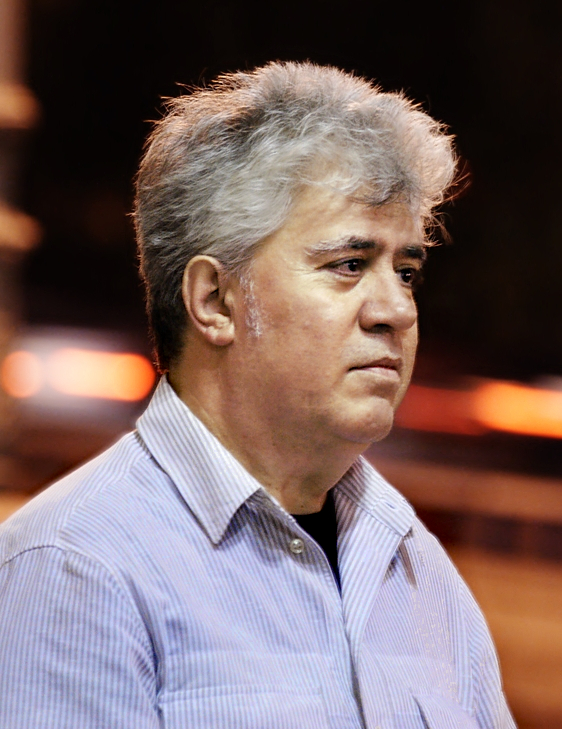
Pedro Almodóvar en 2008.

Pedro Almodóvar se distingue dans sa réalisation par l'usage du symbolisme des couleurs et d'angles de caméra originaux, tout en utilisant « des références cinématographiques, des clichés de genre et des images qui servent la même fonction que les chansons des comédies musicales : à exprimer ce qui ne peut pas être dit ». Les décors sont élaborés et la mode tient une place importante dans ses mises en scène.
Pedro Almodóvar s'inspire de nombreux autres réalisateurs, comme George Cukor et Billy Wilder, mais aussi du cinéma underground et transgressif de John Waters et Andy Warhol,. Son travail laisse aussi entrevoir l'influence des mélodrames de Douglas Sirk et le style d'Alfred Hitchcock,. Le réalisateur s'inspire également de figures de la littérature et du cinéma espagnol comme Luis García Berlanga, Fernando Fernán Gómez, Edgar Neville, Miguel Mihura et Enrique Jardiel Poncela,,. D'autres influences étrangères incluent Ingmar Bergman, Rainer Werner Fassbinder, Federico Fellini et Fritz Lang. Il fait parfois référence à sa propre œuvre.

« Le cinéma est toujours présent dans mes films et certains films jouent une partie importante dans mes scénarios. Quand j'insère un extrait de film, ce n'est pas un hommage mais du vol. Il fait partie de l'histoire que je raconte et devient une présence active plutôt qu'un hommage passif. J'absorbe les films que j'ai vus et ils deviennent l'expérience de mes personnages. »

La musique est un élément important des films de Pedro Almodóvar : Alberto Iglesias soit son compositeur fétiche, mais il utilise de la musique populaire pour créer des scènes musicales,.
Pedro Almodóvar est considéré à l'international comme un auteur et le terme « almodovarien » (Almodovariano) est utilisé pour décrire son style de réalisation,.

### L'amour des femmes

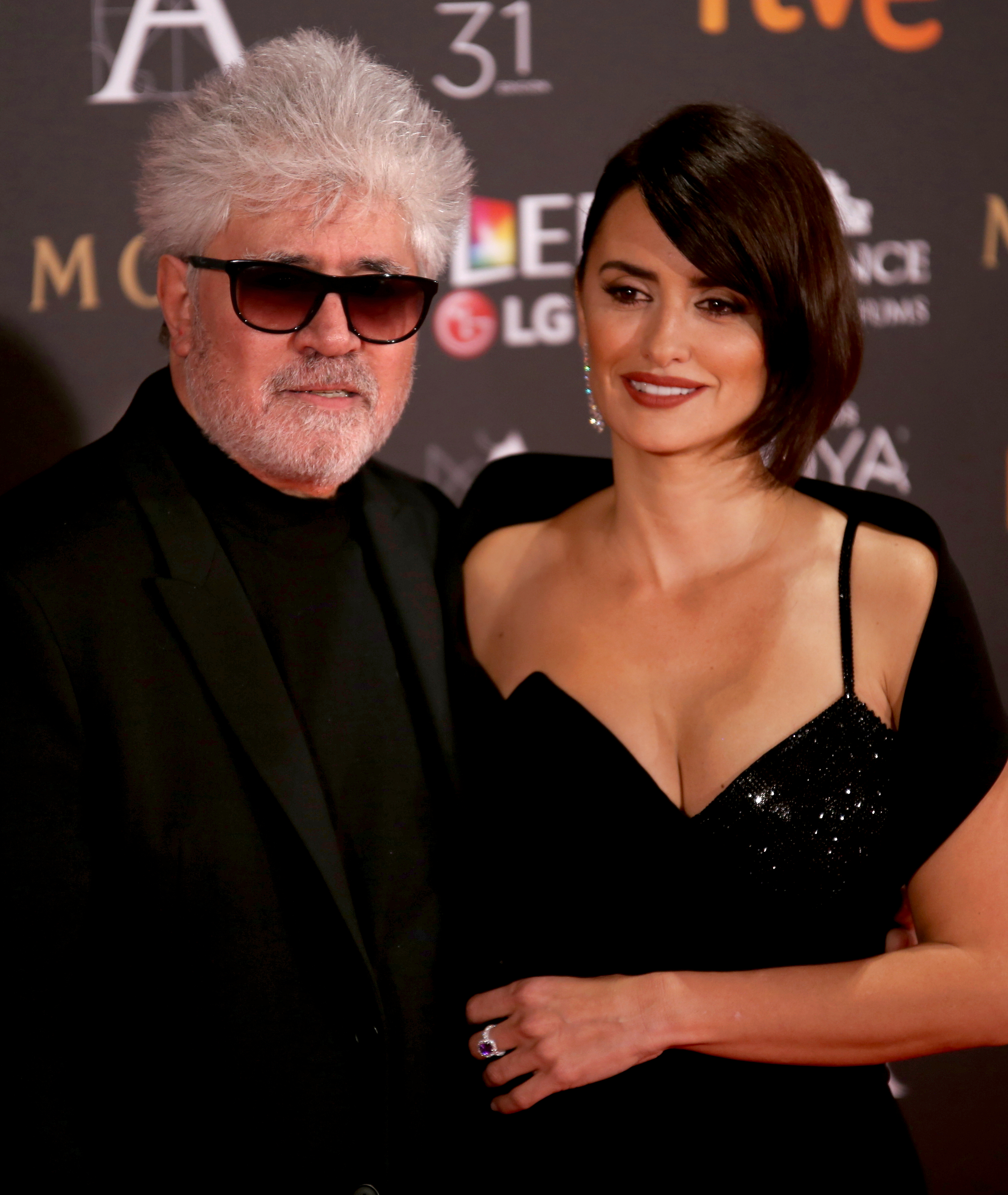
Pedro Almodóvar et Penélope Cruz en 2017.

En travaillant avec des actrices espagnoles célèbres, comme Carmen Maura, Victoria Abril, Marisa Paredes et Penélope Cruz, argentine comme Cecilia Roth ou américaine comme Julianne Moore, toutes portant maintenant le surnom affectueux de chicas Almodóvar (« les filles Almodóvar»), Pedro Almodóvar est devenu célèbre pour la position centrale des femmes dans ses films,,. Fortement inspiré par les films hollywoodiens centrés autour d'un personnage principal féminin, Almodóvar fait perdurer cette tradition en s'inspirant des femmes de son enfance.

« Les femmes étaient très heureuses, travaillaient dur et étaient toujours en train de parler. Elles m'ont donné mes premières sensations et ont forgé mon caractère. Les femmes représentaient tout pour moi, les hommes étaient absents et représentaient l'autorité. Je ne me suis jamais identifié aux figures masculines : la maternité m'inspire plus que la paternité. »

L'œuvre d'Almodóvar représente principalement des femmes traversant l'adversité et les tragédies grâce à la force des relations entre femmes,. Le réalisateur dit ne pas écrire ses rôles pour des acteurs spécifiques mais réécrire ses personnages après le casting afin qu'ils correspondent aux acteurs ; il voit son travail de réalisateur comme « un miroir pour les acteurs – un miroir qui ne peut pas mentir ».

### L'amour de l'Espagne
Pedro Almodóvar, selon les critiques, a redéfini la perception de l'Espagne et du cinéma espagnol. La majorité de ses films sont tournés en Espagne, en particulier à Madrid ou dans la région de La Manche, et présentent des symboles typiques espagnols, comme la tauromachie, le gaspacho ou le flamenco. L'aspect positif de la réinterprétation[pas clair] de l'image de l'Espagne par le réalisateur à la fin de l'Espagne franquiste est discuté mais reste indéniable[Quoi ?],. Almodóvar ajoute cependant :

« Mes films sont très espagnols, mais sont aussi également capricieusement personnels. On ne peut pas comparer l'Espagne à ce qu'elle est dans mes films. »

### Choc et activisme
Gerard A. Cassadó, journaliste pour le magazine espagnol Fotogramas, reconnaît neuf éléments-clés de l'œuvre d'Almodóvar : l'homosexualité ; la paraphilie ; les héroïnes ; le sacrilège catholique ; le lip-sync ; les caméos ; le kitsch et l'humour gay (camp) à l'excès ; les interludes narratifs ; l'intertextualité.
June Thomas, journaliste pour le magazine Slate, reconnaît d'autres éléments récurrents du réalisateur : l'usage illégal de drogues ; l'écriture de lettres ; le voyeurisme ; le stalking ; la prostitution ; le viol ; l'inceste ; la transidentité ; le vomissement ; la mise en abyme ; les accidents de voiture ; les femmes qui urinent.
Pedro Almodóvar incorpore dans son œuvre des éléments de la culture underground et LGBT dans la culture mainstream et de nombreux académiciens reconnaissent l'importance du réalisateur dans le cinéma queer,,. Cependant, le réalisateur n'apprécie pas d'être catégorisé seulement comme un « réalisateur de films gays », pensant que cela nuit à la complexité des émotions qu'il tente de représenter. Pedro Almodóvar est félicité pour son idée fluide de la sexualité dans ses films ; il n'y est jamais question de coming out et ses personnages sont sexuellement libérés.

« Almodóvar est un auteur qui représente l'expérience queer comme il la voit, avec la dignité, le respect, l'attention et la reconnaissance qu'elle mérite. »

Sur la question du succès de ses films, Almodóvar parle principalement de leur aspect divertissant : « C'est important de ne pas oublier que les films sont faits pour divertir. C'est la clé. » Le réalisateur est également connu pour créer des scènes ou des personnages choquants pour son public, qui servent le but politique ou commercial de « dire aux spectateurs que si les personnages à l'écran peuvent endurer ces terribles aventures et arriver à communiquer, alors eux aussi ».
Pedro Almodóvar pense tous ses films comme politiques, « même le plus frivole », mais dit ne jamais avoir essayé de poursuivre une cause politique ou une injustice sociale en particulier.

« Je ne suis pas un réalisateur politique. En tant que réalisateur, je suis dévoué à vouloir créer des personnages libres, complètement indépendants de points de vue moraux. Ils sont libres peu importe leur classe sociale ou leur profession. »

Il admet cependant que le début de son œuvre, distribuée juste après la mort de Franco, représente un monde dans lequel l'Espagne franquiste n'a jamais existé, « créant une voix pour les groupes marginalisés d'Espagne »,.
Ses films sont sujets à la censure de municipalité de droite et d’extrême droite dans les années 2020. Santiago Abascal, leader du parti Vox, a ainsi promis d'éradiquer « la culture progressiste des minorités ».

## Collaborateurs réguliers
Sauf indication contraire, les informations mentionnées dans cette section peuvent être confirmées par la base de données cinématographiques IMDb,  présente dans la section « Liens externes ».

### Acteurs
|                                              | 1980                       | 1982              | 1983                                      | 1984    | 1986            | 1987                                | 1988          | 1990             | 1991 | 1993                   | 1995              | 1997             | 1999            | 2002                  | 2004   | 2006              | 2009               | 2011                 | 2013    | 2016              | 2019            | 2020             | 2021                | 2024 |
| Pepi, Luci, Bom et autres filles du quartier | Le Labyrinthe des passions | Dans les ténèbres | Qu'est-ce que j'ai fait pour mériter ça ? | Matador | La Loi du désir | Femmes au bord de la crise de nerfs | Attache-moi ! | Talons aiguilles | Kika | La Fleur de mon secret | En chair et en os | Tout sur ma mère | Parle avec elle | La Mauvaise Éducation | Volver | Étreintes brisées | La piel que habito | Les Amants passagers | Julieta | Douleur et Gloire | La Voix humaine | Madres paralelas | La Chambre d'à côté |      |
| -------------------------------------------- | -------------------------- | ----------------- | ----------------------------------------- | ------- | --------------- | ----------------------------------- | ------------- | ---------------- | ---- | ---------------------- | ----------------- | ---------------- | --------------- | --------------------- | ------ | ----------------- | ------------------ | -------------------- | ------- | ----------------- | --------------- | ---------------- | ------------------- | ---- |
| Kiti Mánver                                  | ✘                          |                   |                                           | ✘       |                 | ✘                                   | ✘             |                  |      |                        | ✘                 |                  |                 |                       |        |                   | ✘                  |                      |         |                   |                 |                  |                     |      |
| Carmen Maura                                 | ✘                          |                   | ✘                                         | ✘       | ✘               | ✘                                   | ✘             |                  |      |                        |                   |                  |                 |                       |        | ✘                 | ✘                  |                      |         |                   |                 |                  |                     |      |
| Fabio McNamara                               | ✘                          | ✘                 |                                           | ✘       | ✘               | ✘                                   |               |                  |      |                        |                   |                  |                 |                       |        |                   |                    |                      |         |                   |                 |                  |                     |      |
| Cecilia Roth                                 | ✘                          | ✘                 | ✘                                         | ✘       |                 |                                     |               |                  |      |                        |                   |                  | ✘               | ✘                     |        |                   |                    |                      | ✘       |                   | ✘               |                  |                     |      |
| Julieta Serrano                              | ✘                          |                   | ✘                                         |         | ✘               |                                     | ✘             | ✘                |      |                        |                   |                  |                 |                       |        |                   |                    |                      |         |                   | ✘               |                  | ✘                   |      |
| Eva Siva                                     | ✘                          |                   | ✘                                         |         | ✘               |                                     |               |                  | ✘    |                        |                   |                  |                 |                       |        |                   |                    |                      |         |                   |                 |                  |                     |      |
| Antonio Banderas                             |                            | ✘                 |                                           |         | ✘               | ✘                                   | ✘             | ✘                |      |                        |                   |                  |                 |                       |        |                   |                    | ✘                    | ✘       |                   | ✘               |                  |                     |      |
| Lupe Barrado                                 |                            | ✘                 |                                           |         |                 | ✘                                   | ✘             |                  |      |                        |                   |                  |                 |                       |        |                   |                    |                      |         |                   |                 |                  |                     |      |
| Chus Lampreave                               |                            |                   | ✘                                         | ✘       | ✘               |                                     | ✘             |                  |      |                        | ✘                 |                  |                 | ✘                     |        | ✘                 | ✘                  |                      |         |                   |                 |                  |                     |      |
| Bibiana Fernández                            |                            |                   |                                           |         | ✘               | ✘                                   |               |                  | ✘    | ✘                      |                   |                  |                 |                       |        |                   |                    |                      |         |                   |                 |                  |                     |      |
| Rossy de Palma                               |                            |                   |                                           |         |                 | ✘                                   | ✘             | ✘                |      | ✘                      | ✘                 |                  |                 |                       |        |                   | ✘                  |                      |         | ✘                 |                 |                  | ✘                   |      |
| Loles León                                   |                            |                   |                                           |         |                 |                                     | ✘             | ✘                |      |                        |                   |                  |                 | ✘                     |        |                   | ✘                  |                      |         |                   |                 |                  |                     |      |
| Victoria Abril                               |                            |                   |                                           |         |                 |                                     |               | ✘                | ✘    | ✘                      |                   |                  |                 |                       |        |                   |                    |                      |         |                   |                 |                  |                     |      |
| Lola Dueñas                                  |                            |                   |                                           |         |                 |                                     |               | ✘                |      |                        |                   |                  |                 |                       |        | ✘                 | ✘                  |                      | ✘       |                   |                 |                  |                     |      |
| Marisa Paredes                               |                            |                   |                                           |         |                 |                                     |               |                  | ✘    |                        | ✘                 |                  | ✘               | ✘                     |        |                   |                    | ✘                    |         |                   |                 |                  |                     |      |
| Penélope Cruz                                |                            |                   |                                           |         |                 |                                     |               |                  |      |                        |                   | ✘                | ✘               |                       |        | ✘                 | ✘                  |                      | ✘       |                   | ✘               |                  | ✘                   |      |
| Paz Vega                                     |                            |                   |                                           |         |                 |                                     |               |                  |      |                        |                   |                  |                 | ✘                     |        |                   |                    |                      | ✘       |                   |                 |                  |                     |      |
| Javier Cámara                                |                            |                   |                                           |         |                 |                                     |               |                  |      |                        |                   |                  |                 |                       | ✘      | ✘                 |                    | ✘                    | ✘       |                   |                 |                  |                     |      |
| Tilda Swinton                                |                            |                   |                                           |         |                 |                                     |               |                  |      |                        |                   |                  |                 |                       |        |                   |                    |                      |         |                   |                 | ✘                |                     | ✘    |

### Compositeurs
|                                              | 1980                       | 1982              | 1983                                      | 1984    | 1986            | 1987                                | 1988          | 1990             | 1991 | 1993                   | 1995              | 1997             | 1999            | 2002                  | 2004   | 2006              | 2009               | 2011                 | 2013    | 2016              | 2019             | 2021                | 2024 |
| Pepi, Luci, Bom et autres filles du quartier | Le Labyrinthe des passions | Dans les ténèbres | Qu'est-ce que j'ai fait pour mériter ça ? | Matador | La Loi du désir | Femmes au bord de la crise de nerfs | Attache-moi ! | Talons aiguilles | Kika | La Fleur de mon secret | En chair et en os | Tout sur ma mère | Parle avec elle | La Mauvaise Éducation | Volver | Étreintes brisées | La piel que habito | Les Amants passagers | Julieta | Douleur et Gloire | Madres paralelas | La Chambre d'à côté |      |
| -------------------------------------------- | -------------------------- | ----------------- | ----------------------------------------- | ------- | --------------- | ----------------------------------- | ------------- | ---------------- | ---- | ---------------------- | ----------------- | ---------------- | --------------- | --------------------- | ------ | ----------------- | ------------------ | -------------------- | ------- | ----------------- | ---------------- | ------------------- | ---- |
| Alaska y los Pegamoides                      | ✘                          |                   |                                           |         |                 |                                     |               |                  |      |                        |                   |                  |                 |                       |        |                   |                    |                      |         |                   |                  |                     |      |
| Bernardo Bonezzi                             |                            | ✘                 |                                           | ✘       | ✘               | ✘                                   | ✘             |                  |      |                        |                   |                  |                 |                       |        |                   |                    |                      |         |                   |                  |                     |      |
| Ennio Morricone                              |                            |                   |                                           |         |                 |                                     |               | ✘                |      |                        |                   |                  |                 |                       |        |                   |                    |                      |         |                   |                  |                     |      |
| Ryuichi Sakamoto                             |                            |                   |                                           |         |                 |                                     |               |                  | ✘    |                        |                   |                  |                 |                       |        |                   |                    |                      |         |                   |                  |                     |      |
| Alberto Iglesias                             |                            |                   |                                           |         |                 |                                     |               |                  |      |                        | ✘                 | ✘                | ✘               | ✘                     | ✘      | ✘                 | ✘                  | ✘                    | ✘       | ✘                 | ✘                | ✘                   | ✘    |

### Directeurs de la photographie
|                                              | 1980                       | 1982              | 1983                                      | 1984    | 1986            | 1987                                | 1988          | 1990             | 1991 | 1993                   | 1995              | 1997             | 1999            | 2002                  | 2004   | 2006              | 2009               | 2011                 | 2013    | 2016              | 2019             | 2021                | 2024 |
| Pepi, Luci, Bom et autres filles du quartier | Le Labyrinthe des passions | Dans les ténèbres | Qu'est-ce que j'ai fait pour mériter ça ? | Matador | La Loi du désir | Femmes au bord de la crise de nerfs | Attache-moi ! | Talons aiguilles | Kika | La Fleur de mon secret | En chair et en os | Tout sur ma mère | Parle avec elle | La Mauvaise Éducation | Volver | Étreintes brisées | La piel que habito | Les Amants passagers | Julieta | Douleur et Gloire | Madres paralelas | La Chambre d'à côté |      |
| -------------------------------------------- | -------------------------- | ----------------- | ----------------------------------------- | ------- | --------------- | ----------------------------------- | ------------- | ---------------- | ---- | ---------------------- | ----------------- | ---------------- | --------------- | --------------------- | ------ | ----------------- | ------------------ | -------------------- | ------- | ----------------- | ---------------- | ------------------- | ---- |
| Paco Femenía                                 | ✘                          |                   |                                           |         |                 |                                     |               |                  |      |                        |                   |                  |                 |                       |        |                   |                    |                      |         |                   |                  |                     |      |
| Ángel Luis Fernández                         |                            | ✘                 | ✘                                         | ✘       | ✘               | ✘                                   |               |                  |      |                        |                   |                  |                 |                       |        |                   |                    |                      |         |                   |                  |                     |      |
| José Luis Alcaine                            |                            |                   |                                           |         |                 |                                     | ✘             | ✘                |      |                        |                   |                  |                 |                       | ✘      | ✘                 |                    | ✘                    | ✘       |                   | ✘                | ✘                   |      |
| Alfredo Mayo                                 |                            |                   |                                           |         |                 |                                     |               |                  | ✘    | ✘                      |                   |                  |                 |                       |        |                   |                    |                      |         |                   |                  |                     |      |
| Affonso Beato                                |                            |                   |                                           |         |                 |                                     |               |                  |      |                        | ✘                 | ✘                | ✘               |                       |        |                   |                    |                      |         |                   |                  |                     |      |
| Javier Aguirresarobe                         |                            |                   |                                           |         |                 |                                     |               |                  |      |                        |                   |                  |                 | ✘                     |        |                   |                    |                      |         |                   |                  |                     |      |
| Rodrigo Prieto                               |                            |                   |                                           |         |                 |                                     |               |                  |      |                        |                   |                  |                 |                       |        |                   | ✘                  |                      |         |                   |                  |                     |      |
| Jean-Claude Larrieu                          |                            |                   |                                           |         |                 |                                     |               |                  |      |                        |                   |                  |                 |                       |        |                   |                    |                      |         | ✘                 |                  |                     |      |
| Eduard Grau                                  |                            |                   |                                           |         |                 |                                     |               |                  |      |                        |                   |                  |                 |                       |        |                   |                    |                      |         |                   |                  |                     | ✘    |

### Monteurs
|                                              | 1980                       | 1982              | 1983                                      | 1984    | 1986            | 1987                                | 1988          | 1990             | 1991 | 1993                   | 1995              | 1997             | 1999            | 2002                  | 2004   | 2006              | 2009               | 2011                 | 2013    | 2016              | 2019             | 2021                | 2024 |
| Pepi, Luci, Bom et autres filles du quartier | Le Labyrinthe des passions | Dans les ténèbres | Qu'est-ce que j'ai fait pour mériter ça ? | Matador | La Loi du désir | Femmes au bord de la crise de nerfs | Attache-moi ! | Talons aiguilles | Kika | La Fleur de mon secret | En chair et en os | Tout sur ma mère | Parle avec elle | La Mauvaise Éducation | Volver | Étreintes brisées | La piel que habito | Les Amants passagers | Julieta | Douleur et Gloire | Madres paralelas | La Chambre d'à côté |      |
| -------------------------------------------- | -------------------------- | ----------------- | ----------------------------------------- | ------- | --------------- | ----------------------------------- | ------------- | ---------------- | ---- | ---------------------- | ----------------- | ---------------- | --------------- | --------------------- | ------ | ----------------- | ------------------ | -------------------- | ------- | ----------------- | ---------------- | ------------------- | ---- |
| José Salcedo                                 | ✘                          | ✘                 | ✘                                         | ✘       | ✘               | ✘                                   | ✘             | ✘                | ✘    | ✘                      | ✘                 | ✘                | ✘               | ✘                     | ✘      | ✘                 | ✘                  | ✘                    | ✘       | ✘                 |                  |                     |      |
| Teresa Font                                  |                            |                   |                                           |         |                 |                                     |               |                  |      |                        |                   |                  |                 |                       |        |                   |                    |                      |         |                   | ✘                | ✘                   | ✘    |

### Costumes
|                                              | 1980                       | 1982              | 1983                                      | 1984    | 1986            | 1987                                | 1988          | 1990             | 1991 | 1993                   | 1995              | 1997             | 1999            | 2002                  | 2004   | 2006              | 2009               | 2011                 | 2013    | 2016              | 2019             | 2021                | 2024 |
| Pepi, Luci, Bom et autres filles du quartier | Le Labyrinthe des passions | Dans les ténèbres | Qu'est-ce que j'ai fait pour mériter ça ? | Matador | La Loi du désir | Femmes au bord de la crise de nerfs | Attache-moi ! | Talons aiguilles | Kika | La Fleur de mon secret | En chair et en os | Tout sur ma mère | Parle avec elle | La Mauvaise Éducation | Volver | Étreintes brisées | La piel que habito | Les Amants passagers | Julieta | Douleur et Gloire | Madres paralelas | La Chambre d'à côté |      |
| -------------------------------------------- | -------------------------- | ----------------- | ----------------------------------------- | ------- | --------------- | ----------------------------------- | ------------- | ---------------- | ---- | ---------------------- | ----------------- | ---------------- | --------------- | --------------------- | ------ | ----------------- | ------------------ | -------------------- | ------- | ----------------- | ---------------- | ------------------- | ---- |
| Manuela Camacho                              | ✘                          |                   |                                           |         |                 |                                     |               |                  |      |                        |                   |                  |                 |                       |        |                   |                    |                      |         |                   |                  |                     |      |
| Alfredo Caral                                |                            | ✘                 |                                           |         |                 |                                     |               |                  |      |                        |                   |                  |                 |                       |        |                   |                    |                      |         |                   |                  |                     |      |
| Marina Rodríguez                             |                            | ✘                 |                                           |         |                 |                                     |               |                  |      |                        |                   |                  |                 |                       |        |                   |                    |                      |         |                   |                  |                     |      |
| Francis Montesinos                           |                            |                   | ✘                                         |         | ✘               |                                     |               |                  |      |                        |                   |                  |                 |                       |        |                   |                    |                      |         |                   |                  |                     |      |
| Teresa Nieto                                 |                            |                   | ✘                                         |         |                 |                                     |               |                  |      |                        |                   |                  |                 |                       |        |                   |                    |                      |         |                   |                  |                     |      |
| Cecilia Roth                                 |                            |                   |                                           | ✘       |                 |                                     |               |                  |      |                        |                   |                  |                 |                       |        |                   |                    |                      |         |                   |                  |                     |      |
| José María de Cossío                         |                            |                   |                                           |         | ✘               | ✘                                   | ✘             | ✘                | ✘    | ✘                      |                   | ✘                | ✘               |                       |        |                   |                    |                      |         |                   |                  |                     |      |
| Karl Lagerfeld                               |                            |                   |                                           |         |                 |                                     |               |                  | ✘    |                        |                   |                  |                 |                       |        |                   |                    |                      |         |                   |                  |                     |      |
| Giorgio Armani                               |                            |                   |                                           |         |                 |                                     |               |                  | ✘    |                        |                   |                  |                 |                       |        |                   |                    |                      |         |                   |                  |                     |      |
| Gianni Versace                               |                            |                   |                                           |         |                 |                                     |               |                  |      | ✘                      |                   |                  |                 |                       |        |                   |                    |                      |         |                   |                  |                     |      |
| Jean-Paul Gaultier                           |                            |                   |                                           |         |                 |                                     |               |                  |      | ✘                      |                   |                  |                 |                       |        |                   |                    | ✘                    |         |                   |                  |                     |      |
| Hugo Mezcua                                  |                            |                   |                                           |         |                 |                                     |               |                  |      |                        | ✘                 |                  |                 |                       |        |                   |                    |                      |         |                   |                  |                     |      |
| Bina Daigeler                                |                            |                   |                                           |         |                 |                                     |               |                  |      |                        |                   |                  | ✘               |                       |        | ✘                 |                    |                      |         |                   |                  |                     | ✘    |
| Sonia Grande                                 |                            |                   |                                           |         |                 |                                     |               |                  |      |                        |                   |                  |                 | ✘                     |        |                   | ✘                  |                      |         | ✘                 |                  |                     |      |
| Paco Delgado                                 |                            |                   |                                           |         |                 |                                     |               |                  |      |                        |                   |                  |                 |                       | ✘      |                   |                    | ✘                    |         |                   |                  |                     |      |
| Tatiana Hernández                            |                            |                   |                                           |         |                 |                                     |               |                  |      |                        |                   |                  |                 |                       |        |                   |                    |                      | ✘       |                   |                  |                     |      |
| David Delfín                                 |                            |                   |                                           |         |                 |                                     |               |                  |      |                        |                   |                  |                 |                       |        |                   |                    |                      | ✘       |                   |                  |                     |      |
| Paola Torres                                 |                            |                   |                                           |         |                 |                                     |               |                  |      |                        |                   |                  |                 |                       |        |                   |                    |                      |         |                   | ✘                | ✘                   |      |

## Vie privée et engagements
Pedro Almodóvar est ouvertement homosexuel,. Il est en couple avec l'acteur et photographe Fernando Iglesias depuis 2002. Ils vivent tous les deux à Madrid, Fernando Iglesias dans le quartier de Malasaña et Pedro Almodóvar dans le quartier d'Argüelles depuis 2007,.
En 2003, il s'engage activement contre l'intervention militaire en Irak et désapprouve le soutien qu'apporte le gouvernement espagnol aux États-Unis.
En 2009, Pedro Almodóvar signe une pétition en soutien à Roman Polanski après son arrestation en Suisse à la suite de l'affaire Roman Polanski en mars 1977.
Lors de l'élection présidentielle américaine de 2016, il soutient la candidate démocrate Hillary Clinton.
En avril 2016, une semaine avant la sortie en Espagne de son film Julieta, Pedro Almodóvar et son frère Agustín sont cités dans la fuite des Panama Papers, ayant possédé une société offshore dans les Îles Vierges britanniques entre 1991 et 1994,. Agustín Almodóvar prend l'entière responsabilité financière de leur société dans l'espoir que l'incident n'influe pas sur la réputation de son frère. Julieta sera tout de même le film de Pedro Almodóvar avec la pire entrée au box-office espagnol depuis vingt ans,.

« Au niveau légal, il n'y a pas de craintes. C'est un problème de réputation dont je suis responsable. Je suis navré que Pedro ait à souffrir des conséquences. J'assume la pleine responsabilité de ce qui s'est passé, pas parce que je suis son frère ou son partenaire commercial, mais parce que la responsabilité est entièrement mienne. J'espère que le temps fera son travail. »

En septembre 2018, à la suite de la démission de Nicolas Hulot, il signe avec Juliette Binoche la tribune contre le réchauffement climatique intitulée « Le plus grand défi de l'histoire de l'humanité », qui parait en une du journal Le Monde, avec pour titre L'appel de 200 personnalités pour sauver la planète.
En mai 2025, il compte parmi les signataires d'une pétition de personnalités du cinéma dénonçant le silence du monde de la culture face au « génocide à Gaza ».

## Œuvres

### Filmographie

#### Courts métrages
- 1974 : Dos putas o una historia de amor que termina en boda
- 1974 : Film político
- 1975 : La caída de Sodoma
- 1975 : Homenaje
- 1975 : El sueño o la estrella
- 1975 : Blancor
- 1976 : Trailer de Who is afraid of Virginia Woolf?
- 1976 : Sea caritativo
- 1976 : Muerte en la carretera
- 1977 : Las tres ventajas de Ponte
- 1977 : Sexo va, sexo viene
- 1977 : Complementos (série de courts métrages)
- 1978 : Salomé
- 1985 : Trailer para amantes de lo prohibido (court métrage-comédie musicale pour la TVE)
- 2009 : La Conseillère anthropophage (La Concejala antropófaga)
- 2020 : La Voix humaine (La voz humana)
- 2023 : Strange Way of Life

#### Longs métrages
- 1978 : Folle, folle, folleme Tim ! (film amateur)
- 1978 : Un hombre llamado Flor de Otoño (collaboration)
- 1980 : Pepi, Luci, Bom et autres filles du quartier (Pepi, Luci, Bom y otras chicas del montón)
- 1982 : Le Labyrinthe des passions (Laberinto de pasiones)
- 1983 : Dans les ténèbres (Entre tinieblas)
- 1984 : Qu'est-ce que j'ai fait pour mériter ça ? (¿Qué he hecho yo para merecer esto?)
- 1986 : Matador
- 1987 : La Loi du désir (La ley del deseo)
- 1988 : Femmes au bord de la crise de nerfs (Mujeres al borde de un ataque de nervios)
- 1990 : Attache-moi ! (¡Átame!)
- 1991 : Talons aiguilles (Tacones lejanos)
- 1993 : Kika
- 1995 : La Fleur de mon secret (La flor de mi secreto)
- 1997 : En chair et en os (Carne trémula)
- 1999 : Tout sur ma mère (Todo sobre mi madre)
- 2002 : Parle avec elle (Hable con ella)
- 2004 : La Mauvaise Éducation (La mala educación)
- 2006 : Volver
- 2009 : Étreintes brisées (Los abrazos rotos)
- 2011 : La piel que habito
- 2013 : Les Amants passagers (Los amantes pasajeros)
- 2016 : Julieta
- 2019 : Douleur et Gloire (Dolor y gloria)
- 2021 : Madres paralelas (Mères parallèles)
- 2024 : La Chambre d'à côté (La habitación de al lado)

### Publications

#### Scénarios
- La Fleur de mon secret, Éditions du Levant, 1995, 181 p.  (ISBN 2841790029)
- Femmes au bord de la crise de nerfs, édition bilingue, Éditions L'avant-scène, 1995, 139 p. (BNF 35828359)
- Tout sur ma mère, édition bilingue, Petite bibliothèque des cahiers du cinéma, 1999, 207 p.  (ISBN 2866422481)
- La Mauvaise Éducation, édition bilingue, Petite bibliothèque des cahiers du cinéma, 2004, 208 p.  (ISBN 2866423909)

#### Roman
- Patty Diphusa. La Vénus des lavabos, Ramsay, 1991, 199 p.  (ISBN 285956988X) - rééd. Le Seuil, coll. « Points », 1999

#### Récit
- Le Dernier Rêve, Flammarion, 2024, 240 p. (ISBN 2080436783)

## Distinctions
| Récompense                                                                    | Année                             | Catégorie                             | Film                                | Statut     |
| ----------------------------------------------------------------------------- | --------------------------------- | ------------------------------------- | ----------------------------------- | ---------- |
| Espagne                                                                       |                                   |                                       |                                     |            |
| Prix Goya                                                                     | 1989                              | Meilleur film                         | Femmes au bord de la crise de nerfs | Lauréat    |
| Prix Goya                                                                     | 1989                              | Meilleur réalisateur                  | Femmes au bord de la crise de nerfs | Nomination |
| Prix Goya                                                                     | 1989                              | Meilleur scénario original            | Femmes au bord de la crise de nerfs | Lauréat    |
| Prix Goya                                                                     | 1991                              | Meilleur film                         | Attache-moi !                       | Nomination |
| Prix Goya                                                                     | 1991                              | Meilleur réalisateur                  | Attache-moi !                       | Nomination |
| Prix Goya                                                                     | 1991                              | Meilleur scénario original            | Attache-moi !                       | Nomination |
| Prix Goya                                                                     | 1996                              | Meilleur réalisateur                  | La Fleur de mon secret              | Nomination |
| Prix Goya                                                                     | 2000                              | Meilleur film                         | Tout sur ma mère                    | Lauréat    |
| Prix Goya                                                                     | 2000                              | Meilleur réalisateur                  | Tout sur ma mère                    | Lauréat    |
| Prix Goya                                                                     | 2000                              | Meilleur scénario original            | Tout sur ma mère                    | Nomination |
| Prix Goya                                                                     | 2003                              | Meilleur film                         | Parle avec elle                     | Nomination |
| Prix Goya                                                                     | 2003                              | Meilleur réalisateur                  | Parle avec elle                     | Nomination |
| Prix Goya                                                                     | 2003                              | Meilleur scénario original            | Parle avec elle                     | Nomination |
| Prix Goya                                                                     | 2005                              | Meilleur film                         | La Mauvaise Éducation               | Nomination |
| Prix Goya                                                                     | 2005                              | Meilleur réalisateur                  | La Mauvaise Éducation               | Nomination |
| Prix Goya                                                                     | 2007                              | Meilleur film                         | Volver                              | Lauréat    |
| Prix Goya                                                                     | 2007                              | Meilleur réalisateur                  | Volver                              | Lauréat    |
| Prix Goya                                                                     | 2007                              | Meilleur scénario original            | Volver                              | Nomination |
| Prix Goya                                                                     | 2010                              | Meilleur scénario original            | Étreintes brisées                   | Nomination |
| Prix Goya                                                                     | 2012                              | Meilleur film                         | La piel que habito                  | Nomination |
| Prix Goya                                                                     | 2012                              | Meilleur réalisateur                  | La piel que habito                  | Nomination |
| Prix Goya                                                                     | 2012                              | Meilleur scénario adapté              | La piel que habito                  | Nomination |
| Prix Goya                                                                     | 2017                              | Meilleur film                         | Julieta                             | Nomination |
| Prix Goya                                                                     | 2017                              | Meilleur réalisateur                  | Julieta                             | Nomination |
| Prix Goya                                                                     | 2017                              | Meilleur scénario adapté              | Julieta                             | Nomination |
| Prix Goya                                                                     | 2020                              | Meilleur film                         | Douleur et Gloire                   | Lauréat    |
| Prix Goya                                                                     | 2020                              | Meilleur réalisateur                  | Douleur et Gloire                   | Lauréat    |
| Prix Goya                                                                     | 2020                              | Meilleur scénario original            | Douleur et Gloire                   | Lauréat    |
| Prix Goya                                                                     | 2022                              | Meilleur réalisateur                  | Madres paralelas                    | Nomination |
| Fotogramas de Plata                                                           | 1988                              | Meilleur film espagnol                | La Loi du désir                     | Lauréat    |
| Fotogramas de Plata                                                           | 1991                              | Meilleur film espagnol                | Attache-moi !                       | Lauréat    |
| Fotogramas de Plata                                                           | 2007                              | Meilleur film espagnol                | Volver                              | Lauréat    |
| Médailles du Círculo de Escritores Cinematográficos                           | 2007                              | Meilleur film                         | Volver                              | Lauréat    |
| Médailles du Círculo de Escritores Cinematográficos                           | 2007                              | Meilleur réalisateur                  | Volver                              | Nomination |
| Médailles du Círculo de Escritores Cinematográficos                           | 2007                              | Meilleur scénario original            | Volver                              | Lauréat    |
| Médailles du Círculo de Escritores Cinematográficos                           | 2010                              | Meilleur scénario original            | Étreintes brisées                   | Nomination |
| Médailles du Círculo de Escritores Cinematográficos                           | 2017                              | Meilleur réalisateur                  | Julieta                             | Nomination |
| Médailles du Círculo de Escritores Cinematográficos                           | 2017                              | Meilleur scénario adapté              | Julieta                             | Nomination |
| Prix José María Forqué                                                        | 2000                              | Meilleur film de l'année              | Tout sur ma mère                    | Nomination |
| Prix José María Forqué                                                        | 2003                              | Meilleur film de l'année              | Parle avec elle                     | Nomination |
| Prix José María Forqué                                                        | 2005                              | Meilleur film de l'année              | La Mauvaise Éducation               | Nomination |
| Prix José María Forqué                                                        | 2007                              | Meilleur film de l'année              | Volver                              | Nomination |
| Prix José María Forqué                                                        | 2012                              | Meilleur film de l'année              | La piel que habito                  | Nomination |
| Prix José María Forqué                                                        | 2017                              | Meilleur film de l'année              | Julieta                             | Nomination |
| Prix Feroz                                                                    | 2017                              | Meilleur film dramatique              | Julieta                             | Nomination |
| Prix Feroz                                                                    | 2017                              | Meilleur réalisateur                  | Julieta                             | Nomination |
| Prix Feroz                                                                    | 2017                              | Meilleur scénario                     | Julieta                             | Nomination |
| Allemagne                                                                     |                                   |                                       |                                     |            |
| Deutscher Filmpreis                                                           | 2000                              | Meilleur film étranger                | Tout sur ma mère                    | Lauréat    |
| Argentine                                                                     |                                   |                                       |                                     |            |
| Prix Cóndor de Plata                                                          |                                   |                                       |                                     |            |
| 2000                                                                          | Meilleur film étranger            | Tout sur ma mère                      | Nomination                          |            |
| 2003                                                                          | Meilleur film en langue étrangère | Parle avec elle                       | Lauréat                             |            |
| 2005                                                                          | Meilleur film ibéro-américain     | La Mauvaise Éducation                 | Nomination                          |            |
| 2007                                                                          | Meilleur film ibéro-américain     | Volver                                | Lauréat                             |            |
| 2010                                                                          | Meilleur film ibéro-américain     | Étreintes brisées                     | Nomination                          |            |
| 2012                                                                          | Meilleur film ibéro-américain     | La piel que habito                    | Nomination                          |            |
| 2017                                                                          | Meilleur film ibéro-américain     | Julieta                               | Nomination                          |            |
| États-Unis                                                                    |                                   |                                       |                                     |            |
| Oscars du cinéma                                                              | 1989                              | Meilleur film en langue étrangère     | Femmes au bord de la crise de nerfs | Nomination |
| Oscars du cinéma                                                              | 2000                              | Meilleur film en langue étrangère     | Tout sur ma mère                    | Lauréat    |
| Oscars du cinéma                                                              | 2003                              | Meilleur réalisateur                  | Parle avec elle                     | Nomination |
| Oscars du cinéma                                                              | 2003                              | Meilleur scénario original            | Parle avec elle                     | Lauréat    |
| Oscars du cinéma                                                              | 2020                              | Meilleur film international           | Douleur et Gloire                   | Nomination |
| Golden Globes                                                                 | 1989                              | Meilleur film en langue étrangère     | Femmes au bord de la crise de nerfs | Nomination |
| Golden Globes                                                                 | 1992                              | Meilleur film en langue étrangère     | Talons aiguilles                    | Nomination |
| Golden Globes                                                                 | 2000                              | Meilleur film en langue étrangère     | Tout sur ma mère                    | Lauréat    |
| Golden Globes                                                                 | 2003                              | Meilleur film en langue étrangère     | Parle avec elle                     | Lauréat    |
| Golden Globes                                                                 | 2007                              | Meilleur film en langue étrangère     | Volver                              | Nomination |
| Golden Globes                                                                 | 2010                              | Meilleur film en langue étrangère     | Étreintes brisées                   | Nomination |
| Golden Globes                                                                 | 2012                              | Meilleur film en langue étrangère     | La piel que habito                  | Nomination |
| Golden Globes                                                                 | 2020                              | Meilleur film en langue étrangère     | Douleur et Gloire                   | Nomination |
| Golden Globes                                                                 | 2022                              | Meilleur film en langue étrangère     | Madres paralelas                    | Nomination |
| Chicago Film Critics Association                                              | 1999                              | Meilleure film en langue étrangère    | Tout sur ma mère                    | Lauréat    |
| Chicago Film Critics Association                                              | 2006                              | Meilleure film en langue étrangère    | Volver                              | Nomination |
| Chicago Film Critics Association                                              | 2009                              | Meilleure film en langue étrangère    | Étreintes brisées                   | Nomination |
| Chicago Film Critics Association                                              | 2016                              | Meilleure film en langue étrangère    | Julieta                             | Nomination |
| Europe                                                                        |                                   |                                       |                                     |            |
| Berlinale                                                                     | 1987                              | Teddy Award - Meilleur film           | La Loi du désir                     | Lauréat    |
| Berlinale                                                                     | 1990                              | Ours d'or                             | Attache-moi !                       | Nomination |
| Festival de Cannes                                                            | 1999                              | Palme d'or                            | Tout sur ma mère                    | Nomination |
| Festival de Cannes                                                            | 1999                              | Prix de la mise en scène              | Tout sur ma mère                    | Lauréat    |
| Festival de Cannes                                                            | 1999                              | Prix du jury œcuménique               | Tout sur ma mère                    | Lauréat    |
| Festival de Cannes                                                            | 2006                              | Palme d'or                            | Volver                              | Nomination |
| Festival de Cannes                                                            | 2006                              | Prix du scénario                      | Volver                              | Lauréat    |
| Festival de Cannes                                                            | 2009                              | Palme d'or                            | Étreintes brisées                   | Nomination |
| Festival de Cannes                                                            | 2011                              | Palme d'or                            | La piel que habito                  | Nomination |
| Festival de Cannes                                                            | 2011                              | Queer Palm                            | La piel que habito                  | Nomination |
| Festival de Cannes                                                            | 2016                              | Palme d'or                            | Julieta                             | Nomination |
| Festival de Cannes                                                            | 2019                              | Palme d'or                            | Douleur et Gloire                   | Nomination |
| Festival de Cannes                                                            | 2019                              | Queer Palm                            | Douleur et Gloire                   | Nomination |
| Festival de Cannes                                                            | 2023                              | Queer Palm                            | Strange Way of Life                 | Nomination |
| Mostra de Venise                                                              | 1988                              | Lion d'or                             | Femmes au bord de la crise de nerfs | Nomination |
| Mostra de Venise                                                              | 1988                              | Prix Osella du meilleur scénario      | Femmes au bord de la crise de nerfs | Lauréat    |
| Mostra de Venise                                                              | 2019                              | Lion d'or pour la carrière            |                                     | Lauréat    |
| Mostra de Venise                                                              | 2021                              | Lion d'or                             | Madres paralelas                    | Nomination |
| Mostra de Venise                                                              | 2021                              | Queer Lion                            | Madres paralelas                    | Nomination |
| Mostra de Venise                                                              | 2024                              | Lion d'or                             | The Room Next Door                  | Lauréat    |
| Prix du cinéma européen                                                       | 1998                              | Meilleur film                         | En chair et en os                   | Nomination |
| Prix du cinéma européen                                                       | 1999                              | Meilleur film                         | Tout sur ma mère                    | Lauréat    |
| Prix du cinéma européen                                                       | 1999                              | Prix du public - Meilleur réalisateur | Tout sur ma mère                    | Lauréat    |
| Prix du cinéma européen                                                       | 2002                              | Meilleur film                         | Parle avec elle                     | Lauréat    |
| Prix du cinéma européen                                                       | 2002                              | Meilleur réalisateur                  | Parle avec elle                     | Lauréat    |
| Prix du cinéma européen                                                       | 2002                              | Meilleur scénario                     | Parle avec elle                     | Lauréat    |
| Prix du cinéma européen                                                       | 2002                              | Prix du public - Meilleur réalisateur | Parle avec elle                     | Lauréat    |
| Prix du cinéma européen                                                       | 2004                              | Meilleur film                         | La Mauvaise Éducation               | Nomination |
| Prix du cinéma européen                                                       | 2004                              | Meilleur réalisateur                  | La Mauvaise Éducation               | Nomination |
| Prix du cinéma européen                                                       | 2004                              | Meilleur scénario                     | La Mauvaise Éducation               | Nomination |
| Prix du cinéma européen                                                       | 2004                              | Prix du public - Meilleur réalisateur | La Mauvaise Éducation               | Nomination |
| Prix du cinéma européen                                                       | 2006                              | Meilleur film                         | Volver                              | Nomination |
| Prix du cinéma européen                                                       | 2006                              | Meilleur réalisateur                  | Volver                              | Lauréat    |
| Prix du cinéma européen                                                       | 2006                              | Meilleur scénario                     | Volver                              | Nomination |
| Prix du cinéma européen                                                       | 2006                              | Prix du public - Meilleur film        | Volver                              | Lauréat    |
| Prix du cinéma européen                                                       | 2009                              | Meilleur réalisateur                  | Étreintes brisées                   | Nomination |
| Prix du cinéma européen                                                       | 2009                              | Prix du public - Meilleur film        | Étreintes brisées                   | Nomination |
| Prix du cinéma européen                                                       | 2013                              | Meilleure comédie                     | Les Amants passagers                | Nomination |
| Prix du cinéma européen                                                       | 2013                              | Prix du public - Meilleur film        | Les Amants passagers                | Nomination |
| Prix du cinéma européen                                                       | 2016                              | Meilleur film                         | Julieta                             | Nomination |
| Prix du cinéma européen                                                       | 2016                              | Meilleur réalisateur                  | Julieta                             | Nomination |
| Prix du cinéma européen                                                       | 2016                              | Prix du public - Meilleur film        | Julieta                             | Nomination |
| Prix du cinéma européen                                                       | 2019                              | Meilleur film                         | Douleur et Gloire                   | Nomination |
| Prix du cinéma européen                                                       | 2019                              | Meilleur réalisateur                  | Douleur et Gloire                   | Nomination |
| Prix du cinéma européen                                                       | 2019                              | Meilleur scénario                     | Douleur et Gloire                   | Nomination |
| Prix du cinéma européen                                                       | 2019                              | Prix du public - Meilleur film        | Douleur et Gloire                   | Nomination |
| France                                                                        |                                   |                                       |                                     |            |
| César du cinéma                                                               | 1991                              | Meilleur film étranger                | Attache-moi                         | Nomination |
| César du cinéma                                                               | 1993                              | Meilleur film étranger                | Talons aiguilles                    | Lauréat    |
| César du cinéma                                                               | 1999                              | César d'honneur                       |                                     | Lauréat    |
| César du cinéma                                                               | 2000                              | Meilleur film étranger                | Tout sur ma mère                    | Lauréat    |
| César du cinéma                                                               | 2003                              | Meilleur film de l'Union européenne   | Parle avec elle                     | Lauréat    |
| César du cinéma                                                               | 2005                              | Meilleur film de l'Union européenne   | La Mauvaise Éducation               | Nomination |
| César du cinéma                                                               | 2007                              | Meilleur film étranger                | Volver                              | Nomination |
| César du cinéma                                                               | 2020                              | Meilleur film étranger                | Douleur et Gloire                   | Nomination |
| César du cinéma                                                               | 2022                              | Meilleur film étranger                | Madres paralelas                    | Nomination |
| Prix Lumières                                                                 | 2000                              | Meilleur film étranger                | Tout sur ma mère                    | Lauréat    |
| Prix du Syndicat français de la critique de cinéma et des films de télévision | 2003                              | Meilleur film étranger                | Parle avec elle                     | Lauréat    |
| Prix du Syndicat français de la critique de cinéma et des films de télévision | 2007                              | Meilleur film étranger                | Volver                              | Lauréat    |
| Italie                                                                        |                                   |                                       |                                     |            |
| David di Donatello                                                            | 1989                              | Meilleur film étranger                | Femmes au bord de la crise de nerfs | Nomination |
| David di Donatello                                                            | 1989                              | Meilleur réalisateur étranger         | Femmes au bord de la crise de nerfs | Lauréat    |
| David di Donatello                                                            | 2000                              | Meilleur film étranger                | Tout sur ma mère                    | Lauréat    |
| David di Donatello                                                            | 2003                              | Meilleur film étranger                | Parle avec elle                     | Nomination |
| David di Donatello                                                            | 2007                              | Meilleur film de l'Union européenne   | Volver                              | Nomination |
| David di Donatello                                                            | 2017                              | Meilleur film de l'Union européenne   | Julieta                             | Nomination |
| Ruban d'argent                                                                | 2005                              | Meilleur film étranger                | La Mauvaise Éducation               | Lauréat    |
| Royaume-Uni                                                                   |                                   |                                       |                                     |            |
| BAFTA                                                                         | 1990                              | Meilleur film en langue étrangère     | Femmes au bord de la crise de nerfs | Nomination |
| BAFTA                                                                         | 1999                              | Meilleur film en langue étrangère     | En chair et en os                   | Nomination |
| BAFTA                                                                         | 2000                              | Meilleur film en langue étrangère     | Tout sur ma mère                    | Lauréat    |
| BAFTA                                                                         | 2000                              | Meilleur réalisateur                  | Tout sur ma mère                    | Lauréat    |
| BAFTA                                                                         | 2000                              | Meilleur scénario original            | Tout sur ma mère                    | Nomination |
| BAFTA                                                                         | 2003                              | Meilleur scénario original            | Parle avec elle                     | Lauréat    |
| BAFTA                                                                         | 2003                              | Meilleur film en langue étrangère     | Parle avec elle                     | Lauréat    |
| BAFTA                                                                         | 2005                              | Meilleur film en langue étrangère     | La Mauvaise Éducation               | Nomination |
| BAFTA                                                                         | 2007                              | Meilleur film en langue étrangère     | Volver                              | Nomination |
| BAFTA                                                                         | 2010                              | Meilleur film en langue étrangère     | Étreintes brisées                   | Nomination |
| BAFTA                                                                         | 2012                              | Meilleur film en langue étrangère     | La piel que habito                  | Lauréat    |
| BAFTA                                                                         | 2017                              | Meilleur film en langue étrangère     | Julieta                             | Nomination |
| BAFTA                                                                         | 2020                              | Meilleur film en langue étrangère     | Douleur et Gloire                   | Nomination |
| BAFTA                                                                         | 2022                              | Meilleur film en langue étrangère     | Madres paralelas                    | Nomination |

### Autres
- Membre du jury du Festival de Cannes 1992
- Doctorat honoris causa de l'université Paris VIII en art et esthétique (2012)[155]
- Doctorat honoris causa de l'Université Harvard[156]
- Prix Lumière du Festival Lumière 2014 pour l'ensemble de son œuvre
- Président du jury du Festival de Cannes 2017